# Charlie Christina Martin
Charlie Christina Martin (Leicester, 24 de agosto de 1981) es una piloto de carreras de resistencia británica y activista por los derechos de las personas transgénero. En 2021 participó en el Britcar Championship.

## Carrera profesional

### Hillclimb europeo
Martin comenzó su carrera en 2006 en el Hillclimb Leaders Championship, parte del British Hill Climb Championship compitiendo con un Peugot 205 para pasar posteriormente a competir en el European Hill Climb Championship en 2014, conduciendo un prototipo de Fórmula Renault y Norma Auto Concept M20FC. Martin compitió en el Trophee Tourisme Endurance en noviembre de 2017 junto al piloto francés Nicolas Schatz, obteniendo el tercer lugar en su debut de resistencia en Bugatti Circuit.
En 2017 compitió en la edición anual de Race of Remembrance, un evento de resistencia que recauda dinero para la organización benéfica Mission Motorsport. Corriendo como parte del equipo PT Sportscars, Martin terminó segunda en la Clase B.

### Desafío Ginetta GT5
En 2018, Martin se unió al equipo Richardson Racing para competir en el Ginetta GT5 Challenge, la categoría de apoyo oficial del Campeonato Británico de GT. Durante la temporada, también completó su primera prueba de maquinaria de carreras de resistencia LMP3 en el Circuit de Chambley con el equipo Racing Experience en un automóvil Ligier JSP3. En julio de 2018, Martin fue anunciada como miembro del Club de Conductores de la Serie de Automóviles de Producción Eléctrica.

### Copa Michelin Le Mans
El 28 de febrero de 2019, Martin anunció que competirá en la Copa Michelin Le Mans 2019. Este fue su debut en carreras de prototipos, uniéndose a los hermanos luxemburgueses Gary y David Hauser en el equipo Racing Experience. Martin compitió en un automóvil Norma M30 LMP3 de 5 litros y 420 CV.
Ella y su equipo terminaron en cuarto lugar en su debut en la serie en el Circuito Paul Ricard

### VLN
El 18 de marzo de 2020, Martin anunció que competiría en el Campeonato VLN de Alemania, que incluirá su primera carrera de 24 horas, en concreto en las 24 Horas de Nürburgring de 2020. Condujo un BMW M240i en la categoría del equipo Adrenalin Motorsport y se convirtió en la primera persona transgénero en competir en las 24 Horas de Nürburgring, asegurando un cuarto puesto en su clase en su debut en la carrera. El auto de Martin completó un total de 70 vueltas con una velocidad promedio de 73,6 km/h durante la carrera.

### Britcar
El 23 de septiembre de 2020 se anunció que Martin había firmado para competir con Praga en el Britcar Endurance Championship 2021, compitiendo con su prototipo de automóvil R1 Mk5.

## Fórmula E
El 15 de abril de 2020, Martin participó en la conferencia de prensa en línea de la FIA Formula E para anunciar el Campeonato de eSports "Race at Home Challenge", en el que los pilotos de la serie totalmente eléctrica se alinearán en una competencia contra jugadores para recaudar fondos para UNICEF .
Martin será una piloto invitada permanente para la serie "Race at Home Challenge", que ofrecerá al ganador la oportunidad de probar un auto de Fórmula E en un futuro evento de carreras del mundo real. El desafío se llevará a cabo en la plataforma rFactor 2.
Como tal, Martin es la primera conductora transgénero afiliada a la FIA Fórmula E y se une a una gran cantidad de otras mujeres conductoras que han competido en la serie o que han participado en eventos de prueba.

## Vida personal
Martin es bisnieta del ingeniero Percy Martin y ella es copropietaria de la empresa de máquinas herramienta que fundada por él en 1921.
Martin es transgénero y ha utilizado su condición de piloto de carreras prominente para crear conciencia sobre los derechos LGBT y transgénero. Ella fue influenciada por la modelo transgénero Caroline Cossey, diciendo:

"Ella fue una verdadera pionera para la comunidad trans y lo recuerdo tan claro como el día. Fue un gran momento 'eureka' de 'esto es lo que tengo que hacer'. Solo tenía unos siete años"

Durante el 2018 Ginetta GT5 Challenge y la ronda británica de GT en Silverstone, dirigió una campaña para que los conductores llevaran pegatinas de arcoíris en sus autos para conmemorar el Mes del Orgullo y mostrar su apoyo a la igualdad y la diversidad en la industria.
Ella ha pedido la normalización de la representación LGBT en el automovilismo como parte de un mayor impulso hacia la igualdad de género en las carreras. Hablando con Motor Sport en junio de 2018 sobre su intento de convertirse en la primera piloto de carreras transgénero en competir en las 24 Horas de Le Mans, comentó:

"La gente dirá que no debería ser un gran problema que un conductor sea transgénero, pero creo que es importante que las personas en esos puestos sean visibles. Las personas de la comunidad LGBT están en todos los deportes y en todos los ámbitos de la vida, e inspiran y animan a otros "

Martin fue anunciada como la primera embajadora deportiva de Stonewall como parte de la campaña Rainbow Laces de la organización benéfica, uniéndose a embajadores famosos como Alan Carr, Nicole Scherzinger y Paris Lees en representación de la organización benéfica.
También se convirtió en la primera piloto de carreras en unirse al programa de embajadores de Athlete Ally, asociándose con la organización benéfica en mayo de 2019 y diciendo:

"Espero demostrar que una carrera en el automovilismo es posible independientemente de la identidad de género. Hay un lugar para todos en la comunidad deportiva y ese es tanto el caso en el pitlane como en el campo de golf o en un campo de fútbol "

En junio de 2019, Charlie fue anunciada como embajador de Racing Pride, una iniciativa desarrollada en asociación con Stonewall UK para promover la inclusión LGBT + dentro de la industria del automovilismo y entre sus socios tecnológicos y comerciales.
Martin ha sido una videobloguera activa sobre los derechos de las personas transgénero en su canal de YouTube, Girl For All Seasons. Ha colaborado con otros vloggers, como Fox Fisher y Owl y My Genderation para apoyar su campaña #TransAND, y también se ha asociado con Childline para su serie Voice Box.
En 2017, Martin compitió en la Serie 3 de Ninja Warrior UK, completando el curso con un tiempo de 03:03. El programa se emitió el 28 de enero de 2017 y atrajo a una audiencia de 3,87 millones de espectadores.

## Patrocinadores
Charlie Martin está patrocinada por NGK y Bloc Eyewear.
Martin cuenta con el apoyo de Naomi Panter y su agencia de relaciones públicas, Navigate Partners, quienes han sido responsables de construir su perfil en los medios.